# Isaac Cronström
Isaac Kock Cronström (ur. 3 lipca 1661 w Avesta, zm. 31 lipca 1751) – szwedzki oficer w służbie holenderskiej.
Jako drugi syn w rodzinie wybrał karierę wojskową. Od roku 1692 był oficerem. W roku 1697 został pułkownikiem i dowódcą holenderskiego pułku piechoty Nassau-Woudenberg. W roku 1703 został adiutantem pułku Nassau-Ouwerkerk. W roku 1704 otrzymał dowództwo holenderskiego pułku "Brandenburg". W 1709 r. został mianowany generałem brygady i dowódcą wojskowym w Huy.
Od roku 1720 nosił tytuł (szwedzkiego) hrabiego, odkąd zmarł jego starszy brat architekt i dyplomata Daniel Cronström (1655–1719).
Od 1727 r. generał dywizji piechoty w armii holenderskiej.